# Nacna sugitanii
Nacna sugitanii là một loài bướm đêm trong họ Noctuidae.